# Cyrtobill
Cyrtobill is een monotypisch geslacht van spinnen uit de  familie van de wielwebspinnen (Araneidae).

## Soort
- Cyrtobill darwini Framenau & Scharff, 2009